# Cavillon
Cavillon (picardisch: Cavion) ist eine nordfranzösische Gemeinde mit 91 Einwohnern (Stand 1. Januar 2022) im Département Somme in der Region Hauts-de-France. Die Gemeinde liegt im Arrondissement Amiens, ist Teil der Communauté de communes Nièvre et Somme und gehört zum Kanton Ailly-sur-Somme.

## Geographie
Cavillon liegt rund fünf Kilometer südwestlich von Picquigny. Im Westen erreicht das Gemeindegebiet das Tal des Flüsschens Saint-Landon. Der Bois de Cavillon erstreckt sich ganz überwiegend über das Gebiet der Nachbargemeinde Fourdrinoy.

## Geschichte
Das Gemeindegebiet war schon in gallo-römischer Zeit besiedelt. Spuren einer Villa wurden aufgefunden.

## Einwohner
| 1962 | 1968 | 1975 | 1982 | 1990 | 1999 | 2006 | 2011 | 2016 |
| ---- | ---- | ---- | ---- | ---- | ---- | ---- | ---- | ---- |
| 94   | 111  | 117  | 116  | 112  | 94   | 108  | 104  | 103  |

## Verwaltung
Bürgermeister (maire) ist seit 2008 Jean-Philippe Delfosse.

## Sehenswürdigkeiten
- Kirche Saint-Nicolas aus dem 16. Jahrhundert mit einer Apsis von 1781
- Schloss mit Corps de logis von 1648 und Seitenflügeln von 1698 und 1830, mit Park, der in den Wald übergeht
- Ehemalige École-Mairie von 1868
- Britische Soldatengräber auf dem alten Friedhof
- Kapelle Notre-Dame des Victoires

## Trivia
In Cavillon wurde 1970 der Film Le Sauveur mit Horst Buchholz und Muriel Catala gedreht.